# Европско првенство у атлетици у дворани 1971 — штафета 4 х 800 метара за мушкарце
Такмичење штафета 4 х 800 метара у мушкој конкуренцији била је први пут на програму другог Европскок првенства у атлетици у дворани 1971. одржаном у Фестивалској дворани у Софији 14. марта
Ово је било једино европско првенство где се одржала трка 4 х 800 метара,.
Учествовало је 16 такмичара у 4 штафете из исто толико земаља.

## Рекорди
Извор:
| Рекорди пре почетка Европског првенства у дворани 1971.     | Рекорди пре почетка Европског првенства у дворани 1971.                     | Рекорди пре почетка Европског првенства у дворани 1971.     | Рекорди пре почетка Европског првенства у дворани 1971.     | Рекорди пре почетка Европског првенства у дворани 1971.     | Рекорди пре почетка Европског првенства у дворани 1971.     |                                                             |
| ----------------------------------------------------------- | --------------------------------------------------------------------------- | ----------------------------------------------------------- | ----------------------------------------------------------- | ----------------------------------------------------------- | ----------------------------------------------------------- | ----------------------------------------------------------- |
| Светски рекорд                                              | Није било ратификованих рекорда штафете 4 х 800 м у дворани                 | Није било ратификованих рекорда штафете 4 х 800 м у дворани | Није било ратификованих рекорда штафете 4 х 800 м у дворани | Није било ратификованих рекорда штафете 4 х 800 м у дворани | Није било ратификованих рекорда штафете 4 х 800 м у дворани | Није било ратификованих рекорда штафете 4 х 800 м у дворани |
| Европски рекорд у дворани                                   | Није било ратификованих рекорда штафете 4 х 800 м у дворани                 | Није било ратификованих рекорда штафете 4 х 800 м у дворани | Није било ратификованих рекорда штафете 4 х 800 м у дворани | Није било ратификованих рекорда штафете 4 х 800 м у дворани | Није било ратификованих рекорда штафете 4 х 800 м у дворани | Није било ратификованих рекорда штафете 4 х 800 м у дворани |
| Рекорди европских првенстава                                | Ово је прво Европско првенство у дворани                                    | Ово је прво Европско првенство у дворани                    | Ово је прво Европско првенство у дворани                    | Ово је прво Европско првенство у дворани                    | Ово је прво Европско првенство у дворани                    | Ово је прво Европско првенство у дворани                    |
| Рекорди после завршеног Европског првенства у дворани 1971. |                                                                             |                                                             |                                                             |                                                             |                                                             |                                                             |
| Светски рекорд                                              | Валентин Тарантинов, Станислав Мещерских, Алексеј Таранов, Виктор Семјашкин | Совјетски Савез                                             | 7:17,8                                                      | Софија Бугарска                                             | 14. март 1971.                                              |                                                             |
| Европски рекорд у дворани                                   | Валентин Тарантинов, Станислав Мещерских, Алексеј Таранов, Виктор Семјашкин | Совјетски Савез                                             | 7:17,8                                                      | Софија Бугарска                                             | 14. март 1971.                                              |                                                             |
| Рекорди европских првенстава                                | Валентин Тарантинов, Станислав Мещерских, Алексеј Таранов, Виктор Семјашкин | Совјетски Савез                                             | 7:17,8                                                      | Софија Бугарска                                             | 14. март 1971.                                              |                                                             |

## Резултати
Због малог броја учесника одржана је само финална трка.

### Финале
| Пласман | Атлетичар                                                                    | Земља           | Резултат | Белешка             |
| ------- | ---------------------------------------------------------------------------- | --------------- | -------- | ------------------- |
|         | Валентин Тарантинов, Станислав Мещерских, Алексеј Таранов, Виктор Семјашкин, | Совјетски Савез | 7:17,8   | СРд, ЕРд, РЕПд, НРд |
|         | Кжиштоф Линковски, Зенон Шордиковски, Михал Сковронек, Казимјеж Вардак       | Пољска          | 7:19,2   |                     |
|         | Пол-Хајнц Велман, Godehard Brysch, Дитер Фрид, Бернд Еплер                   | Западна Немачка | 7:25,0   |                     |
| 4.      | Атанас Атанасов, Петар Кјатовски, Димко Дерибејев, Петар Khikov              | Бугарска        | 7:26,4   |                     |